# Ахангаран (річка)

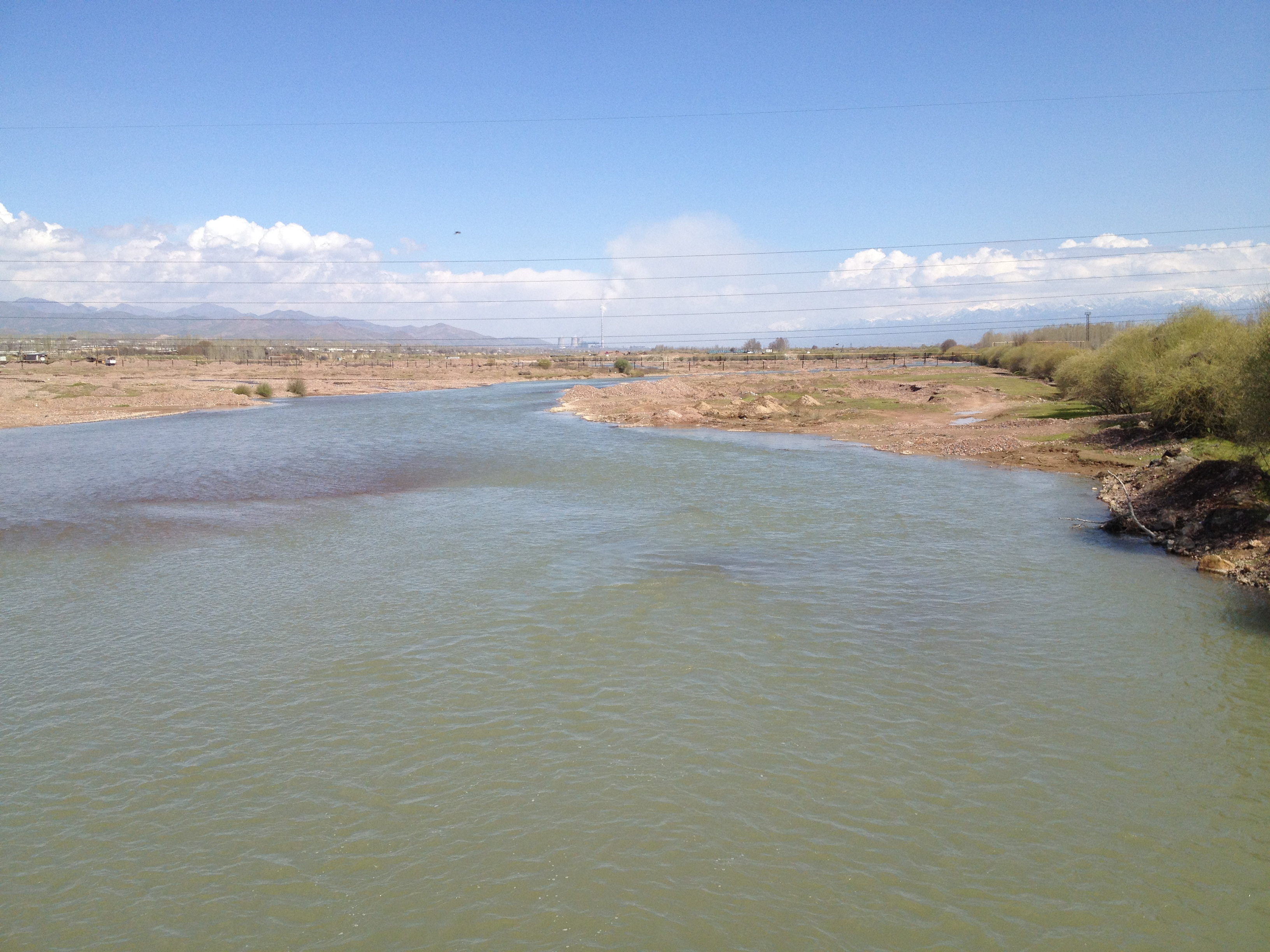
Ахангаран, міста Ахангаран

Ахангаран (узб. Ohangaron / Оҳангарон) — річка, що протікає в Наманганській і Ташкентській областях Узбекистану, являє собою праву притоку Сирдар'ї. Відомі також назви  Ангре́н та Культушкан. Ахангаран разом із Чирчиком формують основні водні артерії Ташкентського оазису.

## Походження назви
Назва річки в перекладі з давньотюркського означає «долина майстрів металу». У долині Ахангарана та його притоках, що розташовані в області Шаш-Ілак, у V – VI століттях розпочалися великомасштабні гірничі роботи з видобутку поліметалів і дорогоцінних металів, зокрема срібла, свинцю та золота.

## Загальна інформація

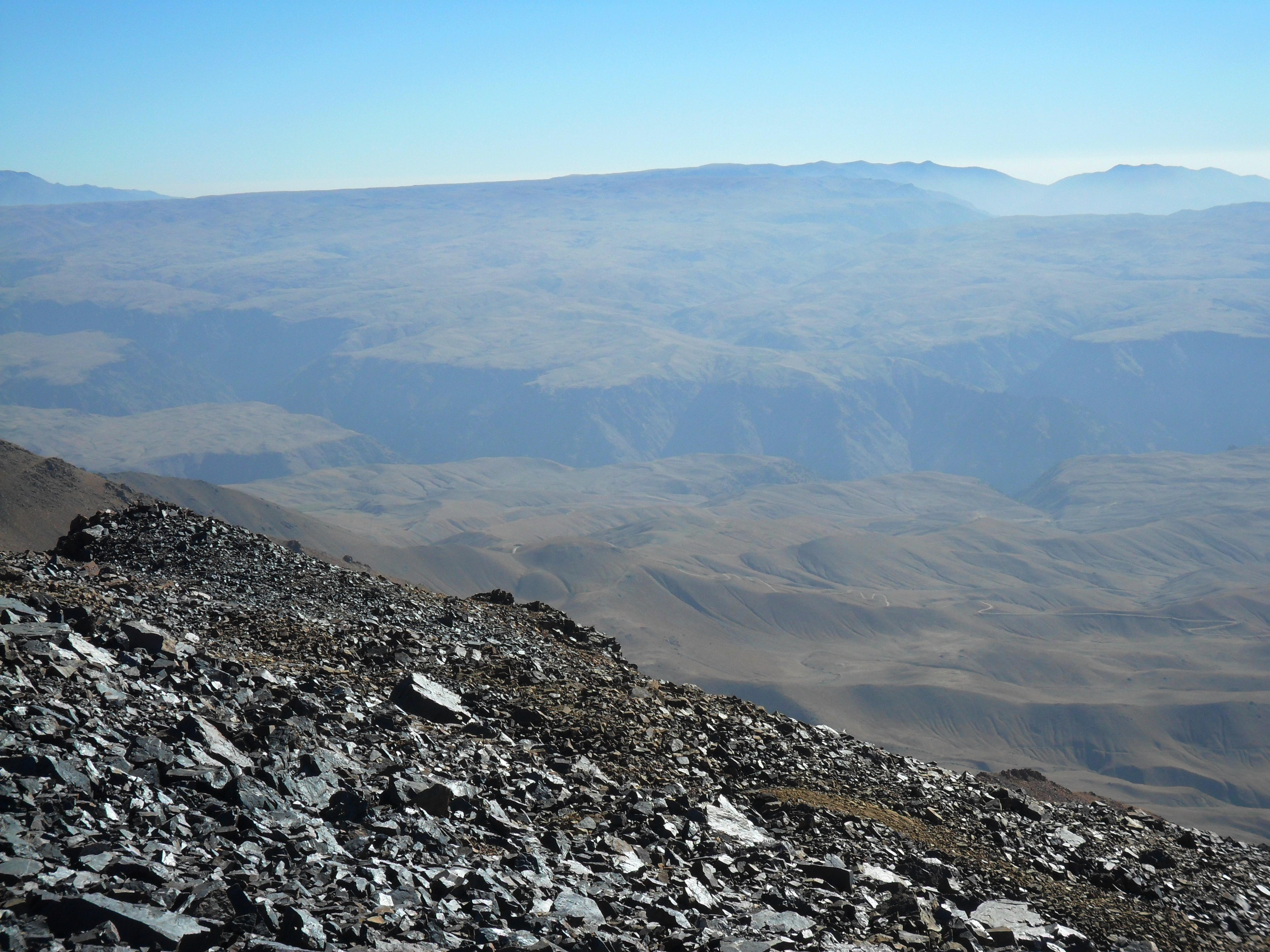
Ущелина річки Ахангаран над містом Ангрен. Вид з вершини Каракуш

Ахангаран бере початок під перевалом Бошрават (інша назва — Джирдан) при злитті Акташсая і Урталикса, що стікають з південних схилів Чаткальського хребта.
Довжина річки, разом з Акташсаєм, становить 236 км, а площа її басейну — 7710 км². Середня витрата води досягає 22,8 м³/с.
Висота витоку річки становить 2710 м над рівнем моря, тоді як висота гирла — 260 м над рівнем моря.
На річці розташовані Ахангаранське водосховище та Ташкентське море (Тюябугузьке водосховище). Води Ахангарана за допомогою каналів використовуються для зрошення земель в Ахангаранському, Уртачірчикському, Пскентському та Букинському районах Ташкентської області.
Найбільші населені пункти, розташовані на річці, — це міста Ангрен та Ахангаран. При впадінні в Сирдар'ю знаходилося велике місто Бенакент.
Середньорічний річний стік Ахангарана становить 0,72 км³. Режим живлення річки — сніго-дощовий, з найвищим рівнем води в квітні-травні. Найменші витрати води (міжень) спостерігаються практично на всіх річках у період з жовтня по березень. Повінь триває з квітня по червень, на ці місяці припадає 51% середньорічного стоку, а найбільша витрата води зафіксована у травні.
М. Е. Массон подає ряд аргументів, що в Середньовіччі басейн Ахангарана володів значно більшими ресурсами поверхневих вод. Він, ймовірно, пов'язує ці негативні гідрологічні зміни з ліквідацією лісового покриву, водночас застерігаючи про невивченість цієї теми (на 1953 рік) та можливий вплив інших факторів.

## Долина Ахангарана

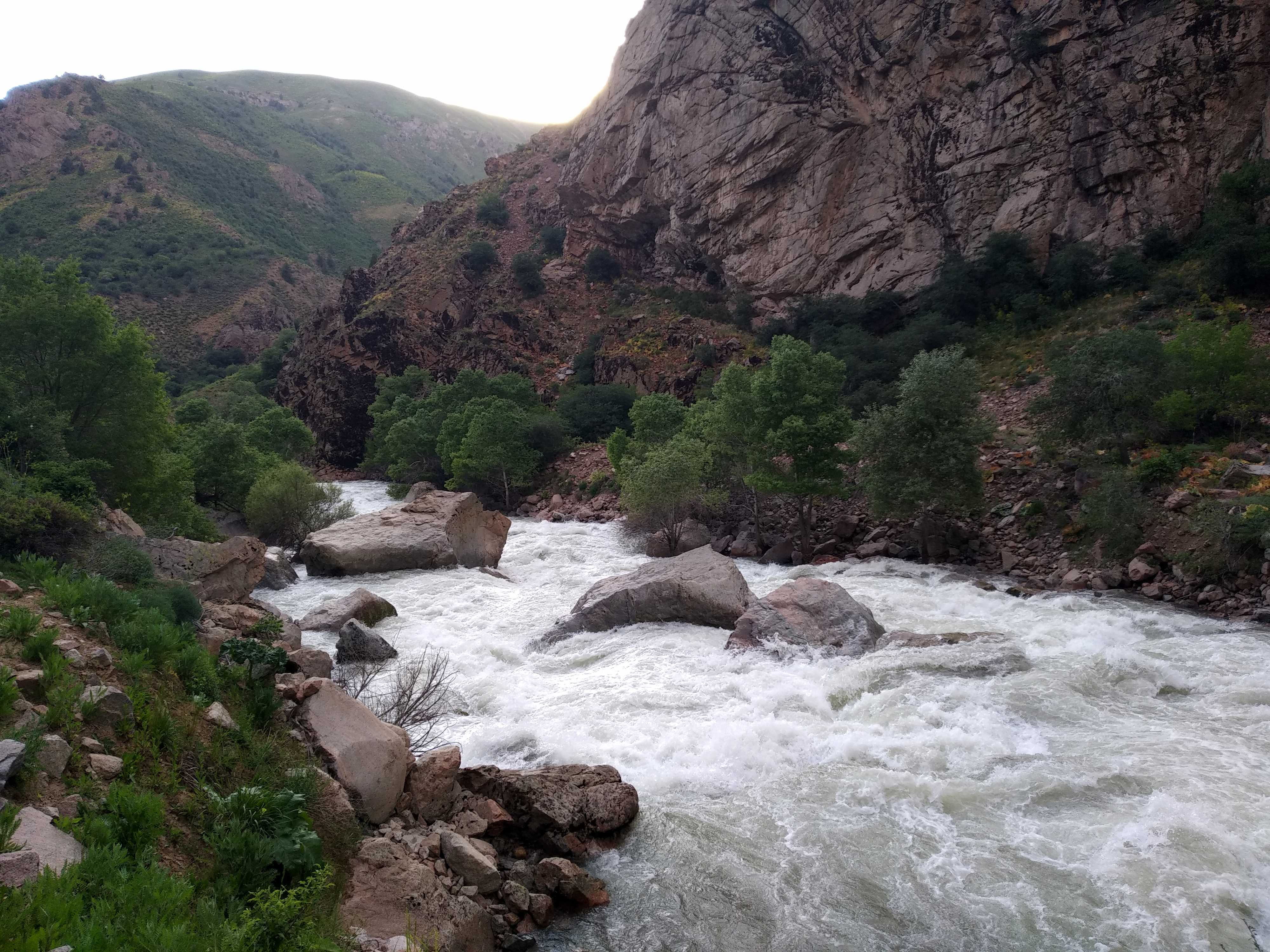
Долина річки Ахангаран у верхній течії

У верхів'ї та середній течії тече в глибокому каньйоні по Ангренському плато. У верхній течії ущелина Ахангарана має глибину в межах плато не більше 400 метрів і плоску, до 100 метрів шириною, заплаву, за якою річка місцями утворює навіть закрути. Нижче ущелина Ахангарана набуває вигляду типового каньйону, глибина якого досягає 800 метрів біля містечка Яккаарчасай. Для долини Ахангарана характерна увігнутість форми поздовжнього профілю. У впадання Арашана, надходження великої кількості великоуламкового матеріалу з останнього призводить до підпружування річища та місцевого збільшення ухилу.
У середній течії річки її ложе утворене алювієм і має відносно пологий ухил. Нижче міста Ахангаран річка тече через широку долину, яка досягає 8 кілометрів у ширину.

## Притоки
Малюнок річкової системи має деревоподібну структуру, витягнутої форми.
В Ахангаран численні притоки, серед яких Боксуксай, Туганбашсай, Шавазсай, Аравансай, Дукентсай, Карабаусай, Акчасай, Наугарзансай, Джигірістансай, Кайрагачсай, Бешсай, Нішбаш, Гушсай, Ієрташ, Саукбулак та інші. У нижній течії, на гідровузлі Шамалак у річку впадає канал Карасу, який приносить частину води з річки Чирчик.

## Гідроенергетика
У 2020 році була введена в експлуатацію Камчикська міні-ГЕС потужністю 26,5 МВт.
- Ангрен // Энциклопедический словарь Брокгауза и Ефрона : в 86 т. (82 т. и 4 доп. т.). — СПб., 1890—1907. (рос. дореф.)
- Ахангаранская долина [Архівовано 31 грудня 2019 у Wayback Machine.]

1. 1 2  GEOnet Names Server — 2018.